# Banagher
Banagher is een plaats in het Ierse graafschap Offaly.